# Entwine
Entwine er et finsk gothic metal band

## Medlemmer

### Nuværende medlemmer
- Mika Tauriainen (vokal)
- Tom Mikkola (guitar)
- Jaani Kähkönen (guitar)
- Joni Miettinen (bas)
- Aksu Hanttu] (trommer)

### Tidligere medlemmer
- Riitta Heikkonen (keyboards) (1997-2006)
- Teppo Taipale (bas)(1995-1999)
- Panu Willman (vokal/guitar) (1997-1999)

## Diskografi

### Studioalbum
- The Treasures Within Hearts (1999)
- Gone (2001)
- Time of Despair (2002)
- diEversity (2004)
- Fatal Design (2006)
- Painstained (2009)
- Chaotic Nation (2015)

| Musikgruppe | Spire Denne artikel om en musikgruppe er en spire som bør udbygges. Du er velkommen til at hjælpe Wikipedia ved at udvide den. |